# Resen (opština)
Resen (makedonsky Ресен) je opština (okres) na jihozápadě Severní Makedonie. Resen je také jméno města, které je centrem opštiny. Nachází se v Pelagonském regionu.

## Geografie
Opština sousedí na západě s opštinou Ochrid, na severovýchodě s opštinou Demir Hisar, na východě s opštinou Bitola a na jihu s Řeckem a Albánií.
Centrem opštiny je město Resen. Pod něj spadá dalších 39 vesnic:
| Vesnice          | Počet obyvatel |
| ---------------- | -------------- |
| Arvati           | 137            |
| Asamati          | 175            |
| Bolno            | 237            |
| Brajčino         | 134            |
| Carev Dvor       | 605            |
| Dolna Bela Crkva | 237            |
| Dolno Dupeni     | 235            |
| Dolno Perovo     | 175            |
| Drmeni           | 416            |
| Evla             | 106            |
| Ezerani          | 203            |
| Gorna Bela Crkva | 187            |
| Gorno Dopeni     | 59             |
| Gorno Krušje     | 107            |
| Grnčari          | 417            |
| Izbišta          | 176            |
| Jankovec         | 1 169          |
| Konjsko          | 3              |
| Kozjak           | 117            |
| Krani            | 416            |
| Kriveni          | 27             |
| Kurbinovo        | 137            |
| Lavci            | 134            |
| Leskoec          | 12             |
| Leva Reka        | 60             |
| Ljubojno         | 186            |
| Nakolec          | 262            |
| Podmočani        | 306            |
| Pokrvenik        | 65             |
| Preljubje        | 16             |
| Pretor           | 142            |
| Rajca            | 66             |
| Slivnica         | 188            |
| Sopotsko         | 222            |
| Stenje           | 438            |
| Štrbovo          | 184            |
| Šurlenci         | 89             |
| Volkoderi        | 114            |
| Zlatari          | 118            |

V opštině se nachází také 4 opuštěné vesnice - Ilino, Oteševo, Petrino a Stipona.

## Demografie
Podle sčítání lidu roku 2021 žije v opštině 14 373 obyvatel. Etnickými skupinami jsou:
- Makedonci – 10 130 (70,48 %)
- Turci – 1 457 (10,14 %)
- Albánci – 1 381 (9,61 %)
- Romové – 314 (2,18 %)
- ostatní a neuvedené – 1 091 (7,59 %)

Náboženské složení je:
- Pravoslaví – 12 599 (74,9 %)
- Islám – 3 297 (23,3 %)